# Standbeeld Constant Lievens

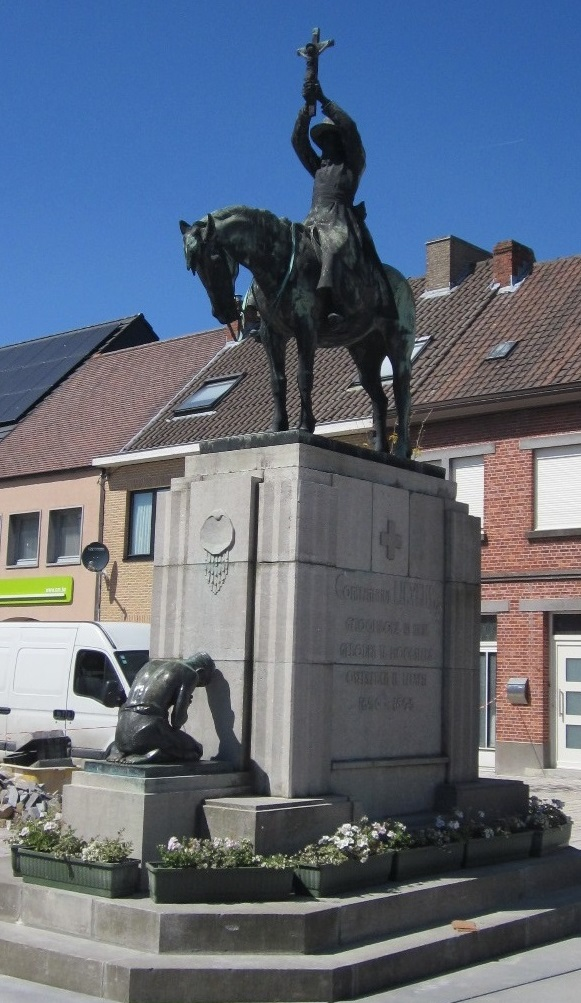
Standbeeld Constant Lievens

Het Standbeeld Constant Lievens is een ruiterstandbeeld in de West-Vlaamse plaats Moorslede.
Het monument betreft pater Constant Lievens (1865-1893), een in Moorslede geboren Jezuïet die als missionaris in India heeft gewerkt. Het paard verwijst naar het feit dat Lievens een ervaren ruiter was die per paard naar de mensen trok. 
Het beeld werd ontworpen door Josuë Dupon en werd feestelijk onthuld in 1929. Het monument heeft een hardstenen sokkel en staat centraal in het dorp, op de Marktplaats. Lievens houdt een kruisbeeld in de hoogte en een inheemse van het volk van Chota Nagpur knielt neer om gedoopt te worden. 
Het standbeeld werd in 2013 geklasseerd als beschermd monument.
Het is het enige ruiterstandbeeld in Vlaanderen dat gewijd is aan een missionaris. De lof voor missionarissen kreeg in Vlaanderen niet zelden mythische proporties. Ruiterstandbeelden doen denken aan de oudheid en de renaissance, waarin ze aanzien en heroïek symboliseerden. Dit ruiterbeeld inspireerde daarenboven enkele memorialen voor Lievens in India. De bekeringsbeweging die Lievens tot stand zou hebben gebracht was echter niet zo groot; in werkelijkheid zijn de Indiase christenen altijd een minderheid gebleven, ook in het missiegebied waar Lievens actief was. Ondanks zijn koloniale uitstraling is het Standbeeld Constant Lievens tot op heden niet gecontesteerd.